# فرنسيس كيلي (سياسي)
فرنسيس كيلي (بالإنجليزية: Francis Kelly)‏ هو سياسي نيوزلندي، ولد في 1883، وتوفي في 1977.